# Dürnten
Dürnten är en ort och kommun i distriktet Hinwil i kantonen Zürich, Schweiz. Kommunen har 7 877 invånare (2023).
Kommunen består av orterna:
- Tann (3 900 invånare)
- Dürnten (2 100 invånare)
- Oberdürnten (1 600 invånare)